# Acanthodelta reversa
Acanthodelta reversa är en fjärilsart som beskrevs av Walker 1865. Acanthodelta reversa ingår i släktet Acanthodelta och familjen nattflyn. Inga underarter finns listade i Catalogue of Life.